# Santo Antônio do Monte (kommun)
Santo Antônio do Monte är en kommun i Brasilien.   Den ligger i delstaten Minas Gerais, i den sydöstra delen av landet, 600 km sydost om huvudstaden Brasília. Antalet invånare är 25 989.
Följande samhällen finns i Santo Antônio do Monte:
- Santo Antônio do Monte

Omgivningarna runt Santo Antônio do Monte är huvudsakligen savann. Runt Santo Antônio do Monte är det ganska glesbefolkat, med 23 invånare per kvadratkilometer.